# Halomonas
Halomonas és un gènere de proteobacteris halòfils. Creixen en un rang entre el 5 al 25% de clorur de sodi El bacteri extremòfil GFAJ-1 pertany a aquest gènere.